# Martina Merlo
Martina Merlo (* 19. Februar 1993 in Turin) ist eine italienische Leichtathletin, die im Langstrecken- und Hindernislauf an den Start geht.

## Sportliche Laufbahn
Erste Erfahrungen bei internationalen Meisterschaften sammelte Martina Merlo bei den Crosslauf-Europameisterschaften 2011 in Velenje, bei denen sie nach 14:43 min auf den 65. Platz im U20-Rennen gelangte. Im Jahr darauf wurde sie bei den Crosslauf-Europameisterschaften in Szentendre mit 14:57 min auf Rang 46 im U20-Rennen und bei den Crosslauf-Europameisterschaften 2013 in Belgrad lief sie nach 21:56 min auf dem 44. Platz im U23-Rennen ein. 2015 schied sie bei den U23-Europameisterschaften in Tallinn mit 10:15,80 min in der Vorrunde über 3000 m Hindernis aus und bei den Crosslauf-Europameisterschaften 2017 in Šamorín gelangte sie mit 28:32 min auf Platz 35. 2018 startete sie bei den Europameisterschaften in Berlin und verpasste dort mit 9:41,05 min den Finaleinzug im Hindernislauf und im Jahr darauf wurde sie bei den Crosslauf-Europameisterschaften in Lissabon in 30:17 min 41. Bei den Crosslauf-Europameisterschaften 2021 in Dublin gelangte sie mit 29:40 min auf Rang 51. 2022 klassierte sie sich bei den Mittelmeerspielen in Oran mit 9:38,84 min auf dem fünften Platz im Hindernislauf.
In den Jahren von 2020 bis 2022 wurde Merlo italienische Meisterin im 3000-Meter-Hindernislauf sowie 2021 auch über 10.000 Meter.

## Persönliche Bestleistungen
- 10.000 Meter: 34:23,25 min, 2. Mai 2021 in Molfetta
- 3000 m Hindernis: 9:37,72 min, 12. Juni 2021 in Nizza